# Hægstafjall
Hægstafjall è un rilievo alto 470 metri sul mare situato sull'isola di Streymoy, la maggiore dell'arcipelago delle Isole Fær Øer, in Danimarca.